# Krausen (Solingen)
Krausen ist eine Hofschaft in der bergischen Großstadt Solingen.

## Lage und Beschreibung
Krausen befindet sich an im westlichen Bereich des Solinger Stadtteils Wald an einem Südhang des Krausener Bachtals. Der nach dem Ort benannte Bach entspringt bei Adamsfeld, fließt ab seiner Quelle verrohrt und gelangt erst bei Krausen wieder an die Oberfläche. Anschließend fließt er in westliche Richtung und mündet schließlich in die Itter. Krausen ist von der auf einem Höhenrücken im Süden verlaufenden Altenhofer Straße über die Krausener und die Rubensstraße aus zu erreichen. Im Ort befinden sich mehrere historische Fachwerk- und Schieferhäuser, von denen einzelne unter Denkmalschutz stehen.
Benachbarte Orte sind bzw. waren (von Nord nach West): Friesenhäuschen, Wittkulle, Altenhof, Scheuer, Weyer, Häuschen, Bavert, Untenitter und Rolsberg.

## Etymologie
Die etymologische Bedeutung des Ortsnamens ist nicht abschließend geklärt. Vermutlich ist das Wort eine Verkürzung aus dem alten Hofschaftsnamen Crauhausen, der bereits seit langer Zeit in Wald vorkommt.
Es ist darüber hinaus für Jahr 1277 ein Kölner Hausname Crouhusin bekannt, der von diesem Hof herrühren soll. Die Bedeutung des Namens ist dabei ungeklärt.

## Geschichte
Die Ursprünge des Ortes werden auf das 13. Jahrhundert datiert. Als Crauhausen benannt findet der Ort im 17. Jahrhundert in den Walder Kirchenbüchern mehrfach Erwähnung. So auch im Zusammenhang mit einem Johann Mum zu Crauhausen, der im Jahre 1639 im Kirchspiel Wald seinen Sohn taufen ließ. Unklar war laut Brangs jedoch, ob es sich dabei tatsächlich um den heute noch vorhandenen Ort handelt.
In dem Kartenwerk Topographia Ducatus Montani, Blatt Amt Solingen, von Erich Philipp Ploennies aus dem Jahr 1715 mit einer Hofstelle verzeichnet und als Krauſen benannt. Die Topographische Aufnahme der Rheinlande von 1824 verzeichnet den Ort als Krauſen. Die Preußische Uraufnahme von 1844 verzeichnet den Ort als Krausen, in der Topographischen Karte des Regierungsbezirks Düsseldorf von 1871 ist der Ort hingegen nur unbenannt verzeichnet. Die Preußische Neuaufnahme von 1893 verzeichnet den Ort als Krausen.
Krausen gehörte zusammen mit Rolsberg, Friesenhäuschen und Bavert historisch zunächst zu der Honschaft Bavert innerhalb des Amtes Solingen. Im Zuge der Territorialreform unter französischem Einfluss im Jahre 1807 wurde die Honschaft Bavert aufgelöst und Krausen der Honschaft Itter innerhalb der neu gegründeten Mairie Wald zugeordnet. Aus letzterer wurde im Jahre 1815 die Bürgermeisterei Wald.
1815/16 lebten 71, im Jahr 1830 79 Menschen im als Weiler bezeichneten Krausen. 1832 war der Ort unter dem Namen Krausen Teil der Ersten Dorfhonschaft innerhalb der Bürgermeisterei Wald, dort lag er in der Flur I. (Wittkull). Der nach der Statistik und Topographie des Regierungsbezirks Düsseldorf als Hofstadt kategorisierte Ort besaß zu dieser Zeit 15 Wohnhäuser und zehn landwirtschaftliche Gebäude. Zu dieser Zeit lebten 69 Einwohner im Ort, davon acht katholischen und 61 evangelischen Bekenntnisses. Die Gemeinde- und Gutbezirksstatistik der Rheinprovinz führt den Ort 1871 mit zwölf Wohnhäusern und 166 Einwohnern auf. Im Gemeindelexikon für die Provinz Rheinland von 1888 werden für Krausen 19 Wohnhäuser mit 104 Einwohnern angegeben. 1895 besitzt der Ortsteil 14 Wohnhäuser mit 122 Einwohnern, 1905 werden 20 Wohnhäuser und 166 Einwohner angegeben.

Mit der Städtevereinigung zu Groß-Solingen im Jahre 1929 wurde Krausen ein Ortsteil Solingens. Seit dem Jahre 1985 stehen von den historischen Gebäuden in der Hofschaft die Gebäude Krausen 21, 23 sowie 32 und 36 unter Denkmalschutz. Für den zeitweise in der Hofschaft lebenden NS-Widerstandskämpfer Hans Debus wurde im August 2005 ein Stolperstein vor dem Haus Krausen 1, 3 verlegt.

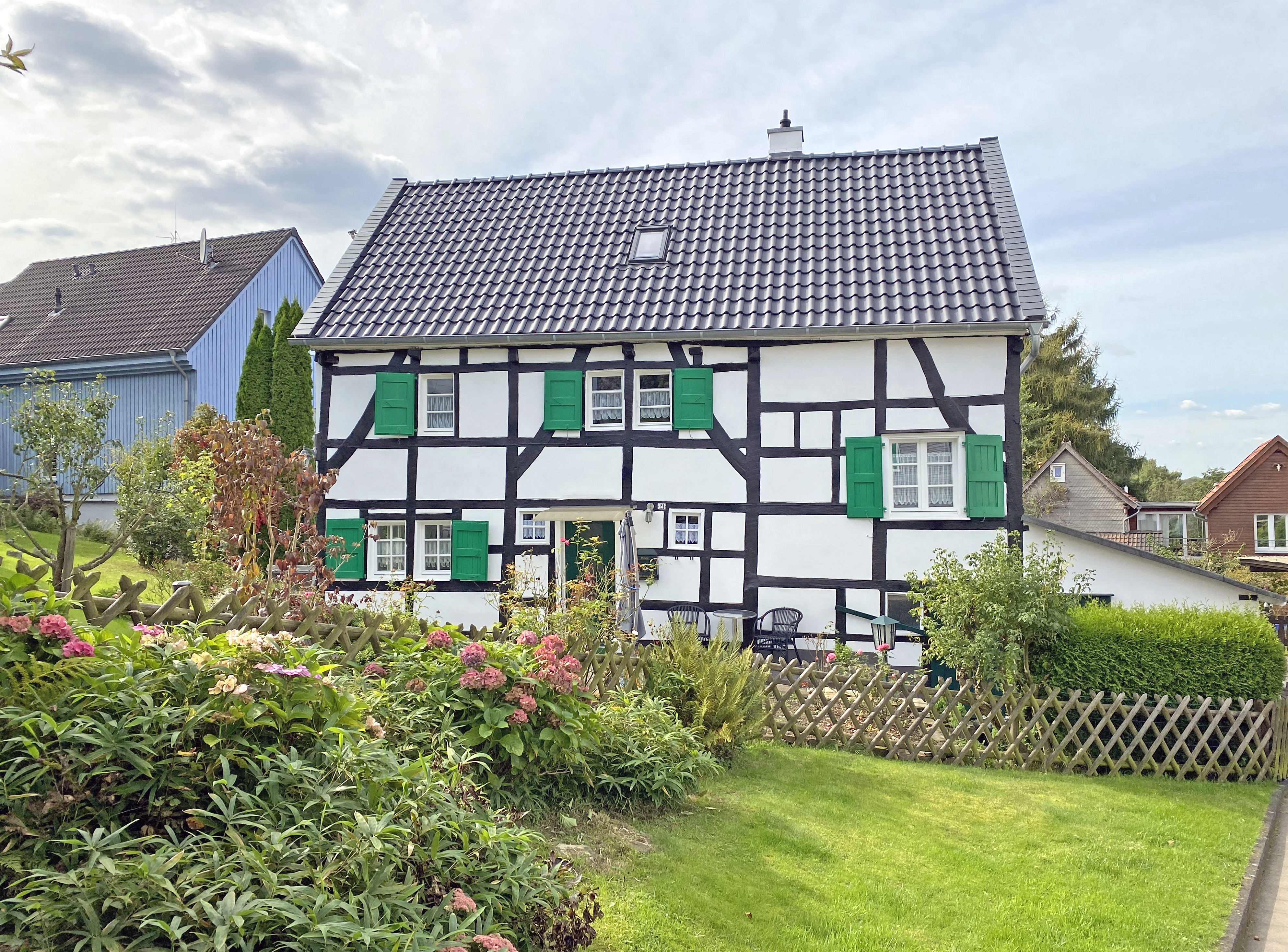
Krausen 21, 23
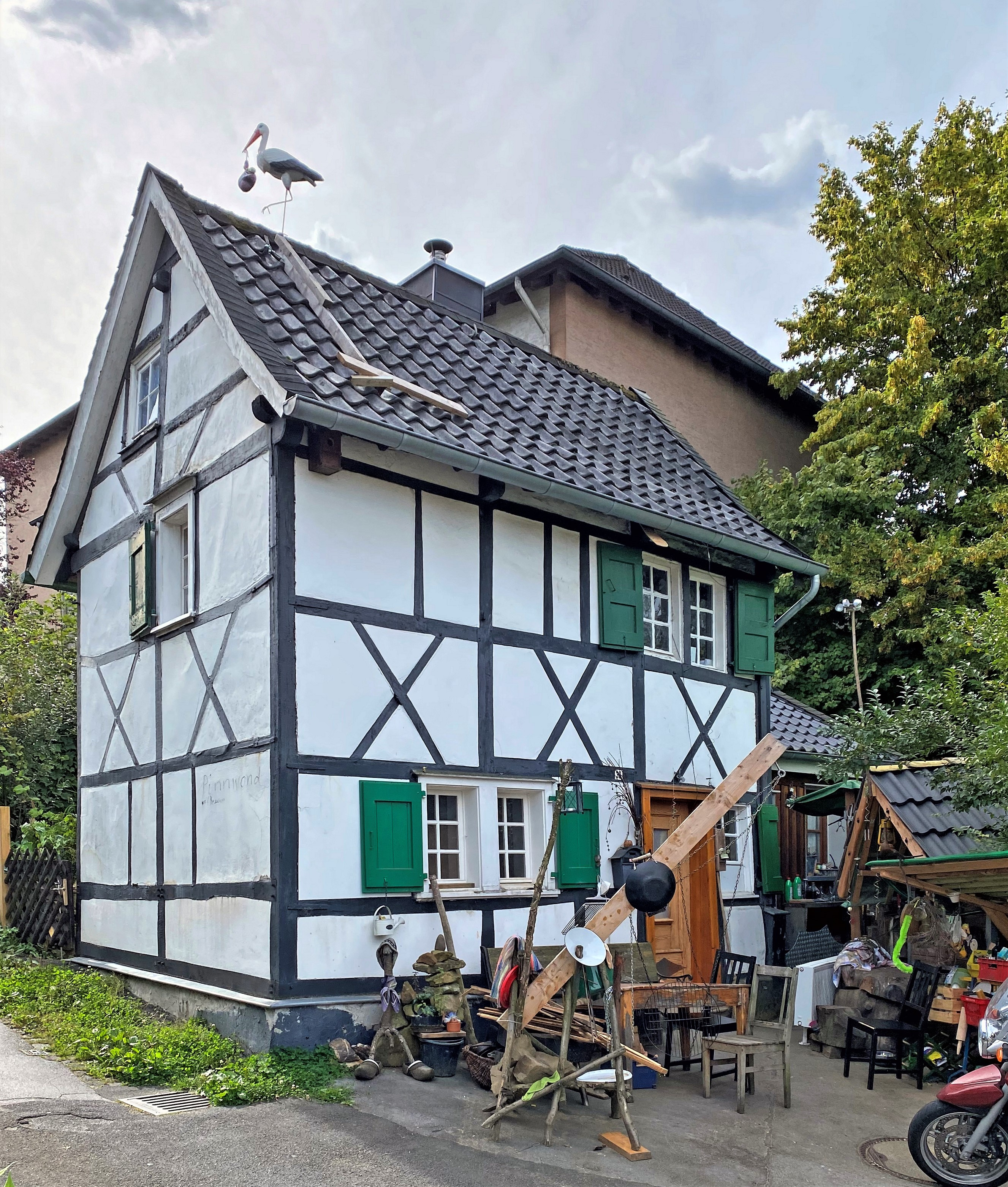
Krausen 36
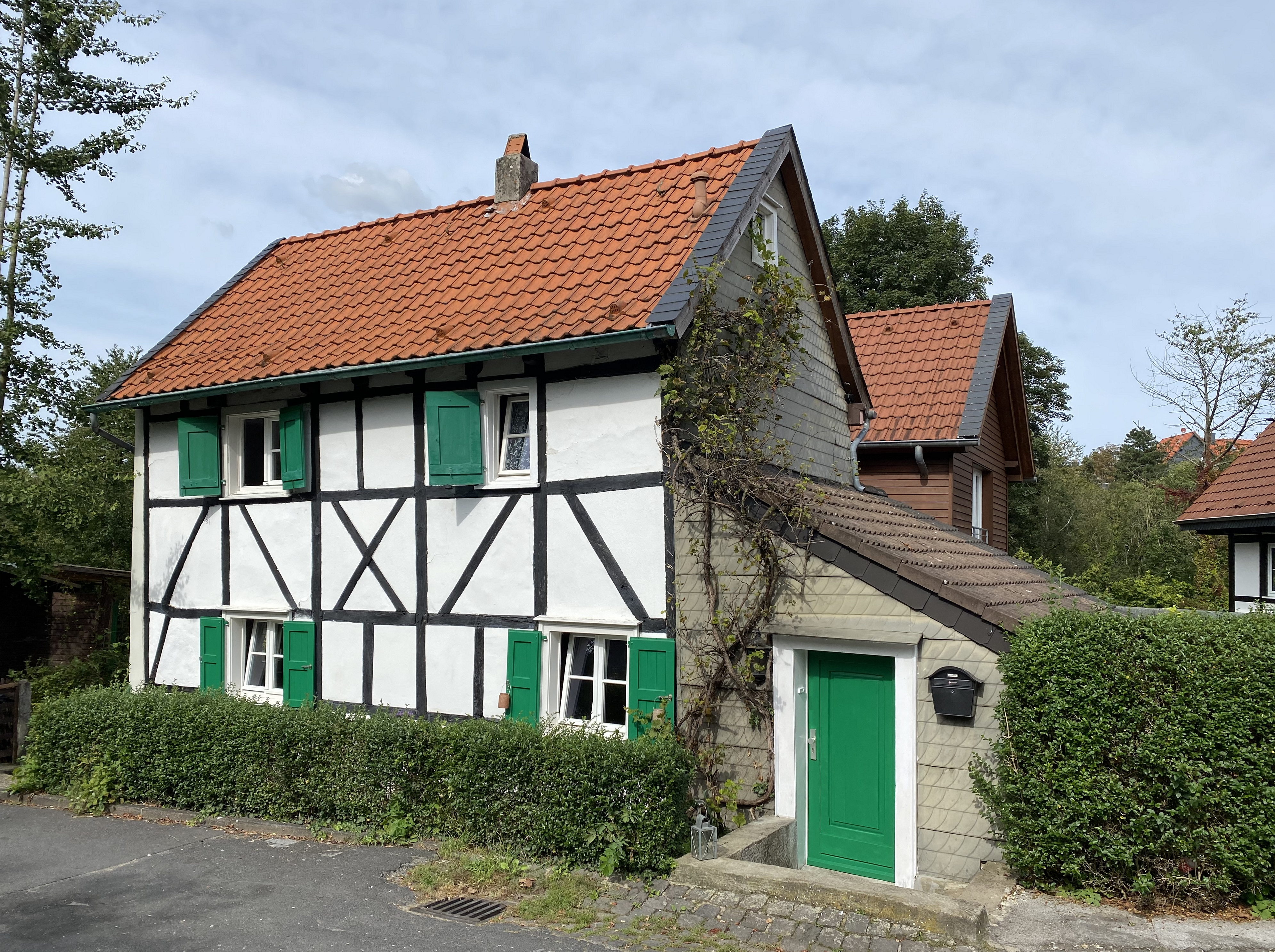
Krausen 32